# Nederlandse kampioenschappen atletiek 1991
De Nederlandse kampioenschappen atletiek 1991 vonden van 26 t/m 28 juli plaats in Eindhoven.

## Uitslagen
| Atleet                 | Prestatie | Onderdeel            | Atlete                  | Prestatie |
| ---------------------- | --------- | -------------------- | ----------------------- | --------- |
| Paul Franklin          | 10,45     | 100 m                | Nelli Cooman            | 11,47     |
| -                      | -         | 100 m horden         | Ine Langenhuizen        | 13,29     |
| Ruud van Maurik        | 13,91     | 110 m horden         | -                       | -         |
| Paul Franklin          | 21,03     | 200 m                | Monique Bogaards        | 23,73     |
| Regillio van der Vloot | 46,71     | 400 m                | Gretha Tromp            | 51,68     |
| Eric Negenman          | 51,96     | 400 m horden         | Gretha Tromp            | 57,42     |
| Eddy Kiemel            | 1.48,86   | 800 m                | Heidi van der Plas      | 2.04,04   |
| Simon Vroemen          | 3.59,67   | 1500 m               | Yvonne van der Kolk     | 4.13,17   |
| -                      | -         | 3000 m               | Yvonne van der Kolk     | 9.09,15   |
| Herman Hofstee         | 8.42,39   | 3000 m steeplechase  | -                       | -         |
| Marcel Versteeg        | 14.17,45  | 5000 m               | -                       | -         |
| Bert Albers            | 2,14      | hoogspringen         | Angelique Maasdijk      | 1,79      |
| Richel Keysers         | 5,20      | polsstokhoogspringen | -                       | -         |
| Emiel Mellaard         | 7.70      | verspringen          | Mieke van der Kolk      | 6,26      |
| Paul Lucassen          | 15,71     | hink-stap-springen   | Wendy Schaareman        | 12,36     |
| Erik de Bruin          | 19,51     | kogelstoten          | Deborah Dunant          | 17,07     |
| Erik de Bruin          | 67,16     | discuswerpen         | Jacqueline Goormachtigh | 59,34     |
| Jeroen van der Meer    | 75,32     | speerwerpen          | Annemiek de Jong        | 48,32     |
| Luigi Bellu            | 57,88     | kogelslingeren       | -                       | -         |

1904 · 
1908 · 
1909 · 
1910 · 
1911 · 
1912 · 
1913 · 
1914 · 
1915 · 
1917 · 
1918 · 
1919 · 
1920 · 
1921 · 
1922 · 
1923 · 
1924 · 
1925 · 
1926 · 
1927 · 
1928 · 
1929 · 
1930 · 
1931 · 
1932 · 
1933 · 
1934 · 
1935 · 
1936 · 
1937 · 
1938 · 
1939 · 
1940 · 
1941 · 
1942 · 
1943 · 
1944 · 
1946 · 
1947 · 
1948 · 
1949 · 
1950 · 
1951 · 
1952 · 
1953 · 
1954 · 
1955 · 
1956 · 
1957 · 
1958 · 
1959 · 
1960 · 
1961 · 
1962 · 
1963 · 
1964 · 
1965 · 
1966 · 
1967 · 
1968 · 
1969 · 
1970 · 
1971 · 
1972 · 
1973 · 
1974 · 
1975 · 
1976 · 
1977 · 
1978 · 
1979 · 
1980 · 
1981 · 
1982 · 
1983 · 
1984 · 
1985 · 
1986 · 
1987 · 
1988 · 
1989 · 
1990 · 
1991 · 
1992 · 
1993 · 
1994 · 
1995 · 
1996 · 
1997 · 
1998 · 
1999 · 
2000 · 
2001 · 
2002 · 
2003 · 
2004 · 
2005 · 
2006 · 
2007 · 
2008 · 
2009 · 
2010 · 
2011 · 
2012 · 
2013 · 
2014 · 
2015 · 
2016 ·
2017 ·
2018 ·
2019 ·
2020 ·
2021 ·
2022 ·
2023 ·
2024 ·
2025